# Климов, Олег Александрович
Оле́г Алекса́ндрович Кли́мов (род. 3 января 1964) — российский фотограф, документалист.

## Биография
Родился 3 января 1964 года в Томской области в Белом Яре. Учился в Казанском университете по специальности астрофизика. C 1988 года — фотокорреспондент газеты «Вечерняя Казань». Активный сторонник идеи разрушения централизованной вертикали средств массовой информации в СССР — как принципа, ограничившего «Свободу Слова». Один из первых стрингеров и фрилансеров в Советском Союзе. Поддерживал создание института свободной журналистики в пост-советской России и инициировал создание частных фотоагентств среди фотографов и фотожурналистов.
С 1991 года работает в газете NRC Handelsblad (Нидерланды). В 1993 году — курс практического обучения и работа фоторепортером в Нидерландах. Как фриланс снимал для журналов: «Огонёк», «Итоги», Time, Elsevier, Stern, Le Monde, Magazine-M, газет: «Известия», «Комсомольская правда», Het Parool, The Times, The Independent, The Guardian, The Washington Post, информационных агентств France Presse, Sygma, фотоагентства Panos pictures и других.
В 1995 года является инициатором создания одного из первых частных фотоагентств в России Foto*Loods. Принимал активное участие в создании и работал в российских агентствах Pressphotos-Epsilon (2004), Agency.Photographer (2006—2007). С 2006 года — участник образовательных семинаров по фотожурналистике, при поддержке фонда Форда.
С 1989 вплоть до 2001 года преимущественно снимает войну в разных регионах и социальные последствия распада СССР в Армении, Азербайджане, Грузии, Абхазии, Осетии, Чечне, Узбекистане и Таджикистане, а также в странах Варшавского Договора, в Восточной Европе (Босния, Сербия, Косово) и Центральной Азии (Афганистан, Ирак) для освещения военных и межнациональных конфликтов.
C 2007 по 2010 год снимает фото-проект о морских границах России «Река-Море», совмещая работу фриланс-фотографа в западных СМИ.
C 2008 по 2012 год — руководитель мастерской «Документальная фотография».
С января 2010 года руководит мультимедийным проектом Documentary Photography Network of Liberty.SU.

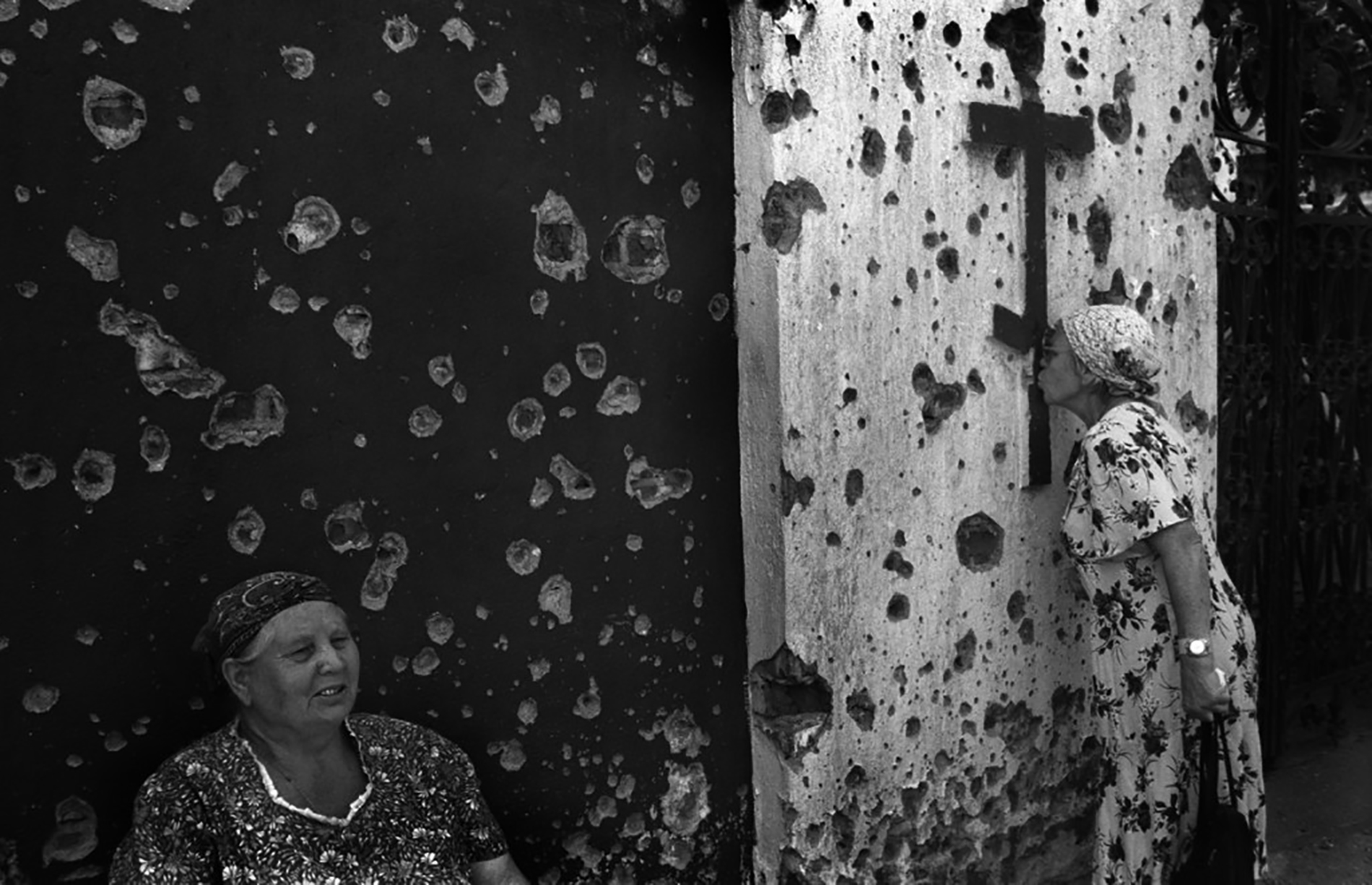
В церкви во время войны в Грозном, Чечня, 1994. Из книжного фотопроекта «Война и Вера», 2023

В 1995, 2009 и 2013 годах ездил на Беломорканал, где изучал архивы и искал следы пребывания советского фотохудожника Александра Родченко, который в 1933 году секретно снимал первую большую стройку ГУЛАГа:
Формально я приехал на Беломорканал, чтобы попробовать разыскать исчезнувший фотоархив известного художника и фотографа Александра Родченко; точнее — ту часть фотонегативов, которые были сделаны в период строительства канала имени Сталина в 1933 году. Неформально — я хотел знать причины фальсификаций (если не сказать — преступлений) в истории отечественной фотожурналистики и визуального искусства времен сталинизма.

2013—2014 участник яхтенной фотоэкспедиции Liberty.SU «От Белого до Чёрного моря». Транспортным средством для экспедиции стала парусная яхта «Freelancer», постоянным экипажем которой стали фотографы Олег Климов (капитан), Александр Аксаков (матрос), Артём Лежепёков (штурман). 
"Идея простая: мы решили делать «живую фотографию» на «живой воде». «Живая фотография» — та, что непридуманная по содержанию. «Живая вода» — та, что оживляет мёртвую форму.
2014-2015 работает над книгой «Острова Подсознания», Сахалин и Курильские острова на основе книги Антона Чехова «Остров Сахалин». 
«На островах надо работать, а не жить», — сказал мне один из самых богатых людей Сахалина и России. Это и есть парадигма трудовой вахты в современной колонии, в основе которой заложены старые принципы каторги.

## Библиография

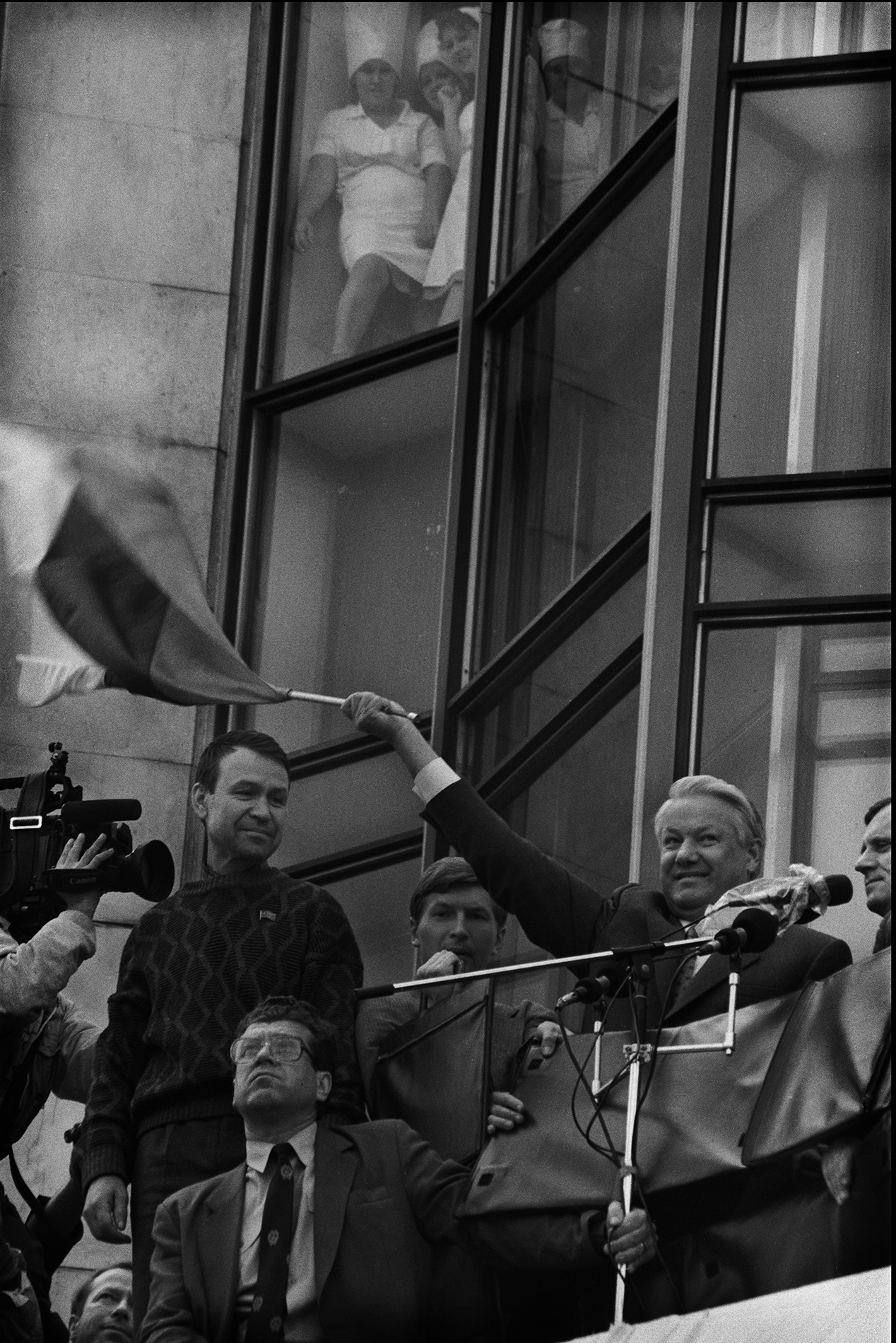
Борис Ельцин объявляет победу над путчистами с балкона Белого дома, Москва. 21 августа 1991 года

## Выставки

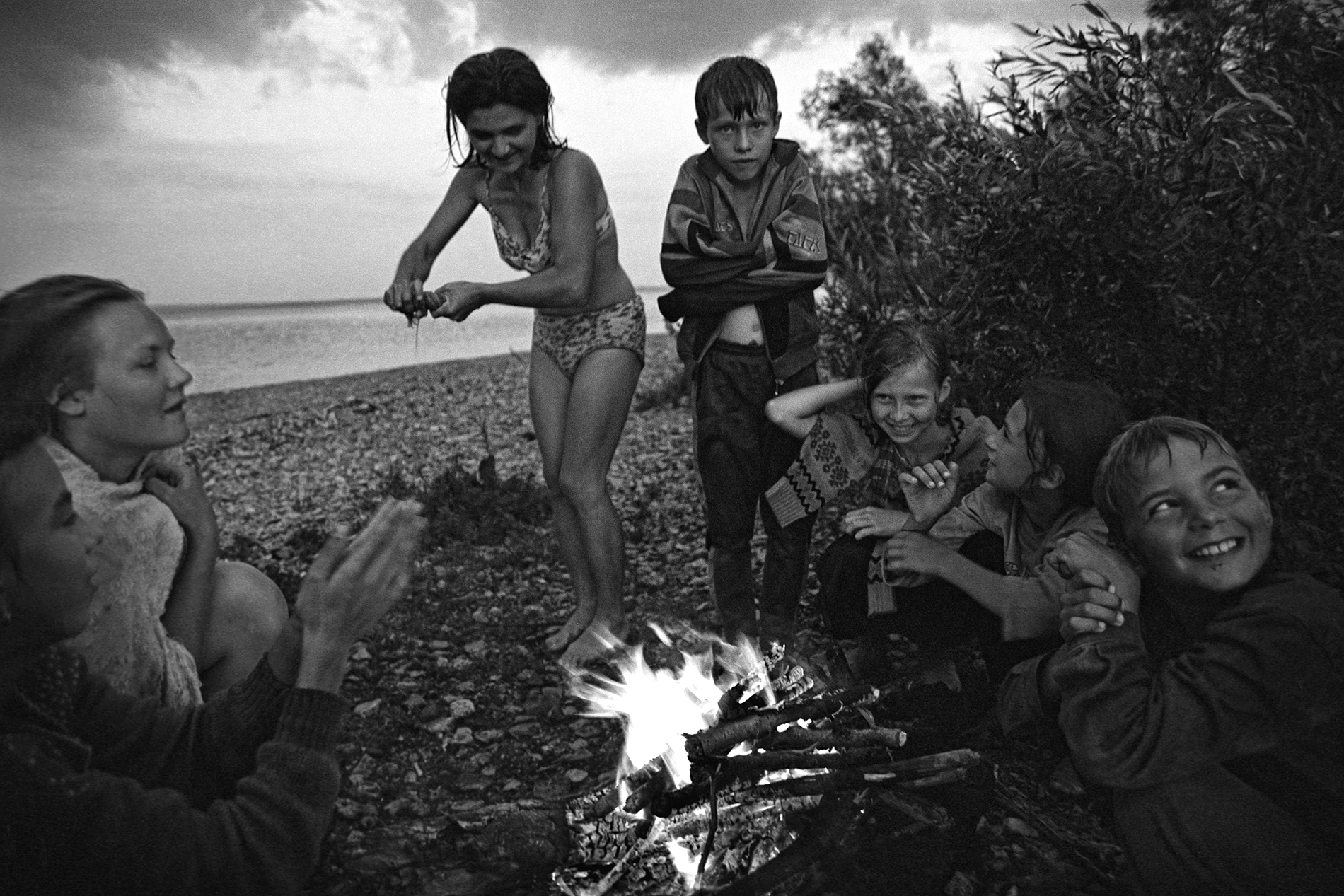
Из серии фотографий «Жизнь на реке Волге», Татарстан, июнь 2000

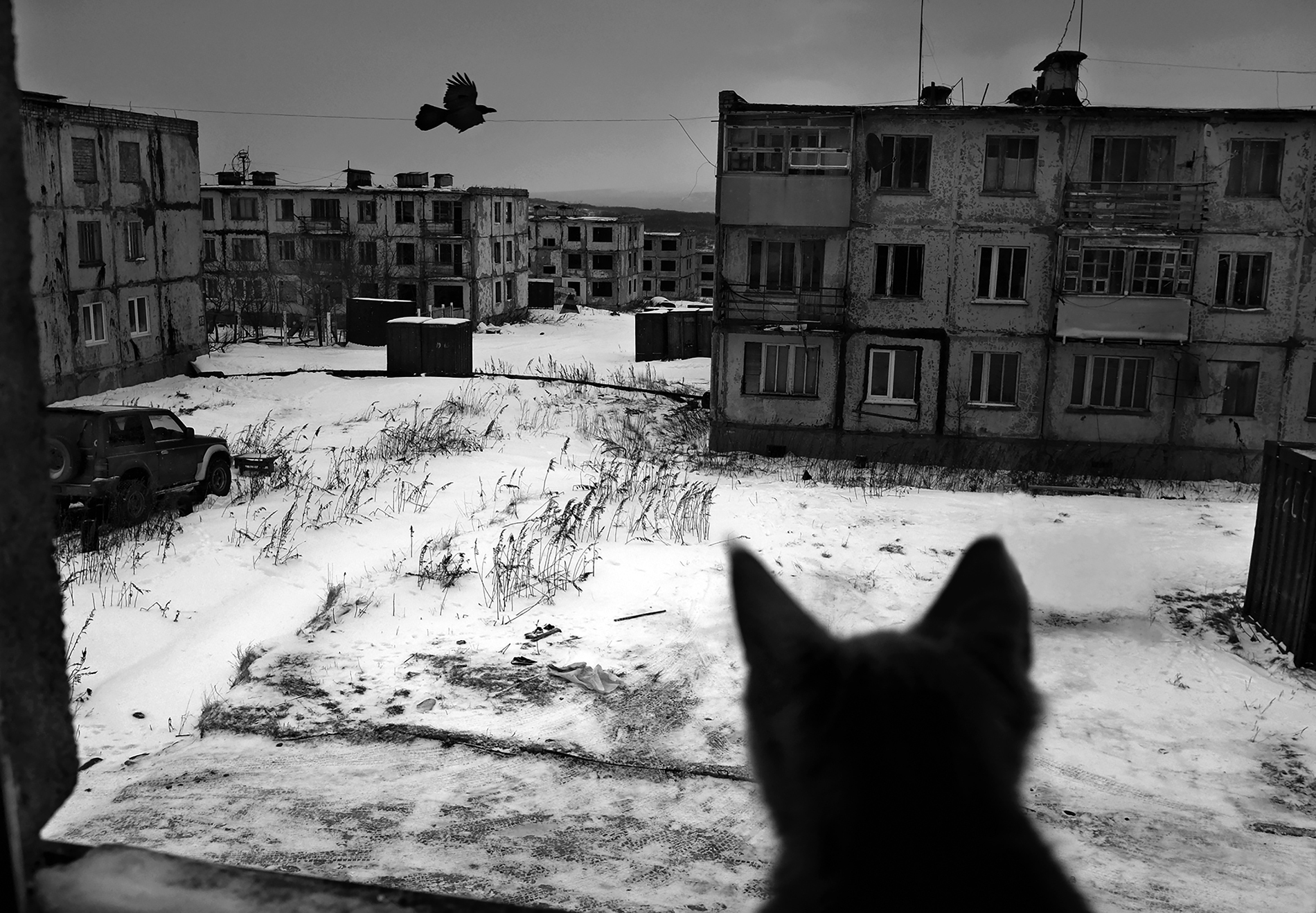
Военный городок Горное, остров Итуруп, Курильские острова

- В 1990 — участник тематической выставки в Америке: «Карабах — неизвестная война», при поддержке газеты «Вашингтон Пост», а также выставка-репортаж в Вашингтоне «Последний день жизни Андрея Сахарова».
- Участник групповых выставок и фестивалей в Казани, Волгограде, Нижнем Новгороде, Ульяновске, Москве, Нью-Йорке, Наардене (Нидерланды), Амстердаме (Нидерланды) и Лондоне (Великобритания).
- Автор фотопроекта «Просто война» (англ. It’s just a war), при поддержке фонда Сороса, фотовыставка демонстрировалась в Москве и городах России в 2000—2001 годах.
- В 2003 году — персональная выставка в Амстердаме «В Россию с любовью», при поддержке гуманитарной организации Amnesty International (Амстердам—Лондон).
- 2005 год — персональная выставка «Наследие империи» (англ. Heritage of an impire) в музее фотографии королевства Нидерландов и мультимедийные демонстрации фотографий в общественно-политических клубах Гааги и Амстердама.
- 2006 год — персональная выставка «Жизнь на Волге» в галерее RA (Киев, Украина).
- 2007 год — тематическая выставка о расизме «Черно-белая Россия» (Амстердам), при содействии гуманитарной организации Amnesty International.
- 2010 год — персональная выставка «Река—Море» на открытии проекта FOTODOC в Музее им А. Сахарова,[9] а также в Омске в галерее «Белый Куб».
- 2011 год — персональная выставка «Свидетели времени» в Екатеринбурге в фотографическом музее «Дом Метенкова».
- 2013 год — фотовыставка Along the shores of Russia в музее фотографии королевства Нидерландов, Амстердам.
- Оригинальные авторские фотографии находятся в музеях Амстердама и Вашингтона, а также в частных коллекциях в России, Нидерландах, Франции, Великобритании и США.

## Награды
В 2016 году получил премию «Профессия — журналист» фонда «Открытая Россия» в номинации «Фоторепортаж» за статью «Город-призрак на Курилах. Жизнь военного городка на острове Итуруп».